# Markedsfejl
Markedsfejl er et begreb inden for økonomisk teori for de forskellige forhold der kan bevirke at konkurrencen på et givet marked ikke er fuldkommen. Er der markedsfejl på et marked, vil markedet ikke være efficient, men indebære en samfundsøkonomisk forvridning. I sådan et tilfælde vil en offentlig myndighed forsøge at imødegå denne forvridning af markedets funktionsmåde ved at gribe ind på markedet og forsøge at korrigere for markedsfejlen på passende vis. Inden for økonomisk teori udgør eksistensen af markedsfejl således den ene hovedbegrundelse for at offentlige indgreb på et marked kan være velfærdsforbedrende (mens den anden hovedbegrundelse er ønsker om en anden fordeling af resurserne).
Forskellige fremstillinger afgrænser mængden af markedsfejl lidt forskelligt. Følgende er de mest typisk nævnte typer af markedsfejl:
- Markedsmagt, f.eks. monopoler, oligopoler, monopolistisk konkurrence eller karteller

- Eksternaliteter

- Offentlige goder

- Asymmetrisk information

Mens offentlige indgreb som nævnt kan forsøge at korrigere for en markedsfejl og dermed fjerne den pågældende inefficiens, kan andre offentlige indgreb omvendt selv skabe en inefficiens. Et eksempel kan være en skat på arbejdsindkomst, som forvrider arbejdsudbuddet. Ofte nævnes offentlig regulering, beskatning og subsidiering derfor som et selvstændigt eksempel på en markedsfejl.
Markedsfejl regnes normalt for at være hyppigt forekommende. Når de fleste markeder ikke regnes for at have fuldkommen konkurrence, formodes det at skyldes markedsfejl. Blandt de talrige eksempler kan nævnes:
- Markeder hvor virksomheder har en dominerende stilling på markedet (og dermed indflydelse på prisen)[2]
- Forurening er en negativ eksternalitet, mens forskning og uddannelse menes at være produktionsprocesser der er præget af positive eksternaliteter[3]
- Forsikrings- og herunder sundheds- og pensionsmarkeder er præget af asymmetrisk information[4]
- Fænomener som forsvar, retsvæsen, grundforskning og nogle former for infrastruktur har karakter af offentlige goder[3]
- Arbejdsmarkedet anses normalt for at være præget af klare markedsfejl i form af asymmetrisk information[4] eller fagforeninger og/eller arbejdsgiverorganisationer der har markedsmagt.[5] Begge dele kan medføre strukturel arbejdsløshed.

Da alle markeder i et vist omfang er omfattet af regulering er de teoretiske forudsætninger for fri konkurrence dog ikke opfyldt, da lovgivning har den iboende effekt, at forårsage påvirkning af markedskræfterne.